# Власов, Михаил Маркович
Михаил Маркович Власов (1896—1973) — советский офицер, участник Первой мировой, Гражданской и Великой Отечественной войн, Герой Советского Союза (30.10.1943). Полковник (23.12.1935).

## Молодость
Михаил Власов родился 7 (19) мая 1896 года в селе Вторая Николаевка (ныне — посёлок Николаевка Одесской области Украины) в семье крестьянина. Получил начальное образование, с 12 лет работал каменщиком, батраком. 

## Первая мировая и гражданская войны
В мае 1915 года был призван на службу в Русскую императорскую армию. Сначала служил в 228-м пехотном запасном полку (Екатеринослав), в августе произведён в младшие унтер-офицеры. Участвовал в Первой мировой войне с июня 1916 года младшим и старшим унтер-офицером 133-го Симферопольского пехотного полка 34-й пехотной дивизии на Румынском фронте. В дни Февральской революции, оказавшись по делам службы в Екатеринославе, принимал участие в разоружении местной полиции. После возвращения на фронт исполнял должность командира взвода. В бою 25 июля 1917 года под Фокшанами попал в немецкий плен. Находился в лагере военнопленных в Германии в Ламсдорфе. В октябре 1918 года сумел бежать. 
Добрался в город Вознесенск (ныне — Николаевская область Украины) и сразу оказался в гуще Гражданской войны, вступив в ноябре 1918 года Вознесенский кавалерийский партизанский отряд Урсулова. Вскоре этот отряд был реорганизован в регулярный 1-й Вознесенский советский кавалерийский полк Рабоче-крестьянской Красной Армии, в котором Власов воевал младшим командиром и помощником командира эскадрона. В 1919 году Власов вступил в ВКП(б). Участвовал в Гражданской войне, воевал на юге Украины против формирований С. В. Петлюры, Н. И. Махно, Н. А. Григорьева, А. И. Деникина. В июле 1919 года заболел тифом, после выздоровления отпущен в отпуск, но в пути следования захвачен махновцами. Назвавшись чужим именем, был ими зачислен в ряды своей «Революционной повстанческой армии Украины». В конце декабря 1919 года бежал от махновцев. 
С января 1920 года находился в резерве Управления бронечастей штаба 14-й армии, с марта — комиссар бронепоезда № 62, с марта 1921 — комиссар бронепоезда № 66, с апреля 1921 — комиссар автоотряда 51-й Перекопской стрелковой дивизии. Весь 1920-й год провёл в боях против армий Деникина, Пилсудского, Врангеля. 

## Межвоенный период
С декабря 1921 года был комиссаром дивизионной школы младшего начсостава, с апреля 1922 — помощником комиссара 455-й стрелковой полка 51-й стрелковой дивизии.
С июня 1922 года в течение 20 лет Власов служил в Пограничных войсках ОГПУ—НКВД СССР. Начал службу военным комиссаром 2-го Тираспольского пограничного отряда. С апреля 1923 — военком 2-го Киевского конвойного полка Украинского пограничного округа, с марта 1924 — командир 98-го отдельного дивизиона войск ОГПУ, с апреля 1924 — помощник начальника по строевой и хозяйственной части 19-го Олевского пограничного отряда. С октября 1924 по август 1925 года учился в Высшей пограничной школе ОГПУ в Москве. С августа 1925 по 1928 год служил комендантом пограничного участка и начальником маневренной группы 23-го Каменец-Подольского пограничного отряда, откуда убыл на учёбу в академию. 
В 1932 году окончил Военную академию РККА имени М. В. Фрунзе. С апреля 1932 года — начальник отделения строевой части Управления Пограничной охраны Украинского округа ОГПУ, с января 1934 — начальник Днепропетровской инспекции внутренних войск НКВД СССР. В марте 1936 года назначен командиром-военкомом 4-го мото-механизированного полка оперативных войск Главного управления пограничных и внутренних войск НКВД СССР, с июня 1937 — командир 6-й Харьковской бригады внутренних войск. С апреля 1938 года — заместитель начальника Управления пограничных войск Пограничной и внутренней охраны войск НКВД Западно-Сибирского округа, с сентября 1939 — начальник штаба Управления Пограничных войск НКВД Читинского округа, с февраля 1940 — заместитель начальника штаба УПВ НКВД Приморского округа.   

## Великая Отечественная война
В первый год Великой Отечественной войны продолжал службу на Дальнем Востоке в пограничных войсках. В ноябре 1942 года зачислен на должность заместителя командира Забайкальской стрелковой дивизии (в феврале 1943 переименована в 106-ю стрелковую дивизию), которая формировалась в Чите из пограничников. В феврале 1943 года дивизия прибыла на Центральный фронт в составе 70-й армии. В её рядах участвовал в Курской битве. С 2 августа 1943 года полковник М. М. Власов командовал 106-й стрелковой дивизией 65-й армии Центрального фронта. 
Особо отличился во время битвы за Днепр. Полк Власова вышел к Днепру и переправился через него 15 октября 1943 года. Власов лично руководил переправой вверенных ему подразделений. Сосредоточив основные силы, он силами своего полка освободил посёлок Лоев Лоевского района Гомельской области Белорусской ССР, захватив в качестве трофеев миномёты и орудия.
Указом Президиума Верховного Совета СССР от 30 октября 1943 года за «умелое и грамотное командование стрелковой дивизией, образцовое выполнение боевых заданий командования на фронте борьбы с немецкими захватчиками и проявленные при этом мужество и героизм» полковнику Михаил Марковичу Власову присвоено звание Героя Советского Союза с вручением ордена Ленина и медали «Золотая Звезда» (№ 1706).
Продолжая командовать дивизией, участвовал в Калинковичско-Мозырской, Проскуровско-Черновицкой, Львовско-Сандомирской наступательных операциях. В августе 1944 года его дивизия за отличное форсирование рек Западный Буг и Висла была награждена орденом Красного Знамени, а сам командир — орденом Суворова. 
Однако 30 и 31 августа 1944 года немецким войскам при поддержке до 30 танков сильным ударом по позициям дивизии удалось прорвать её оборону, разрезать позиции на три части и проникнуть до 5 километров вглубь советской обороны. Потери дивизии составили 153 убитых, 392 пропавших без вести, 184 раненых, а также 34 артиллерийских орудия всех типов, 19 миномётов и 70 пулемётов. За потерю бдительности и крупные просчёты в организации обороны М. Власов 31 августа был снят с поста командира дивизии и предан суду. В сентябре приговором военного трибунала 1-го Украинского фронта полковник Власов был приговорён «за преступную халатность» к 10 годам исправительно-трудовых лагерей с отсрочкой исполнения приговора до конца войны. В октябре 1944 года назначен с понижением командиром 295-го стрелкового полка 183-й стрелковой дивизии 38-й армии 1-го и 4-го Украинских фронтов. Участвовал в Карпатско-Дуклинской и Западно-Карпатской наступательных операциях. За отличия в этих боях в феврале 1945 года судимость была снята, более того, его наградили орденом Кутузова.  
Сам а сам М.М. Власов назначен командиром 140-й стрелковой дивизией 101-го стрелкового корпуса 38-й армии 4-го Украинского фронта. Воины этой дивизии под его командованием отличились в Моравска-Остравской наступательной операции (в том числе в освобождении 30 апреля 1945 года чехословацкого города Моравска-Острава), а затем в Пражской наступательной операции. 

## Послевоенная биография
После Победы командовал этой дивизией, переданной в состав Прикарпатского военного округа. В июле 1945 года полковник М. М. Власов уволен в запас. 
Проживал в городе Ужгороде Закарпатской области Украинской ССР. Скончался 28 января 1973 года, похоронен в Ужгороде на Холме Славы.

## Награды
- Медаль «Золотая Звезда» Героя Советского Союза (30.10.1943);
- два ордена Ленина (30.10.1943, 21.02.1945);
- два ордена Красного Знамени (29.09.1943, 3.11.1944);
- орден Суворова 2-й степени (4.09.1944);
- орден Кутузова 2-й степени (23.05.1945);
- орден Кутузова 3-й степени (14.02.1945);
- медали[1];
- Чехословацкий Военный крест (1939) (Чехословакия);
- иностранная медаль.